# Geelkoplandschildpad
De geelkoplandschildpad of geelkopschildpad (Indotestudo elongata) is een schildpad uit de familie landschildpadden (Testudinidae). De soort werd voor het eerst wetenschappelijk beschreven door Edward Blyth in 1853. Oorspronkelijk werd de wetenschappelijke naam Testudo elongata gebruikt.

## Uiterlijke kenmerken
Het schild wordt maximaal 36 centimeter lang. Het schild is langwerpig van vorm, de wetenschappelijke soortnaam elongata betekent 'verlengd'. Jongere dieren hebben een tekening die bestaat uit zwarte hoornplaten met gele randen, maar deze vervaagt met de jaren en oudere dieren zijn meer geelbruin tot grijs met donkere hoornplaten. Opmerkelijk is dat de mannetjes groter worden dan de vrouwtjes, bij de meeste schildpadden is dit juist andersom. De mannetjes worden ongeveer 30 cm, vrouwtjes blijven wat kleiner maar het record van 36 cm betrof wel een vrouwtje. Mannetjes hebben tevens een langere en dikkere staart, het buikschild heeft een soort kuil zodat het mannetje op het vrouwtje kan klimmen bij de paring; bij een glad schild zou hij eraf glijden. De Nederlandse naam verwijst naar de geelachtige kop, maar dit is lang niet bij alle exemplaren te zien, bovendien heeft ook geslachtsgenoot Indotestudo forstenii vaak een gele kop.

## Verspreiding en habitat
De geelkoplandschildpad komt voor in Azië, in Bangladesh, Cambodja, zuidelijk China, noordoostelijk India, Laos, Maleisië, Myanmar, Nepal, Thailand, en Vietnam. De habitat bestaat uit droge, hete bossen in savannen en andere hete en droge plaatsen, koelere en vochtige regenwouden die altijd groen zijn worden vermeden. De laagste temperaturen van het jaar liggen rond de 20 graden Celsius, de schildpad houdt dan ook geen winterslaap.
Een belangrijke bedreiging voor de soort is de vernietiging van zijn habitat, ook wordt de schildpad wel als huisdier gehouden door de plaatselijke bevolking. Om te voorkomen dat het dier wegloopt wordt een gat in het schild geboord waaraan een touw wordt bevestigd. In landen als Japan wordt het vlees van vrijwel alle schildpadden als delicatesse gezien.

## Levenswijze
Het voedsel bestaat voornamelijk uit bloemen en vruchten, af en toe wordt vlees gegeten. Tijdens de paring maakt het mannetje harde geluiden en bijt het vrouwtje in de nek en kop. De incubatietijd is sterk afhankelijk van de temperatuur en varieert van iets meer dan drie tot meer dan vijf maanden. De net uit het ei gekropen juvenielen zijn ongeveer 3 tot 5 centimeter lang.